# Ukrainas Billie Jean King Cup-lag
Ukrainas Billie Jean King Cup-lag representerar Ukraina i tennisturneringen Billie Jean King Cup, och kontrolleras av Ukrainas tennisförbund.

## Historik
Ukraina deltog första gången 1993. Bästa resultat är då man nådde elitdivisionen 2003.